# Базальна група
База́льна гру́па — у філогенетиці — група організмів, гілка якої відділилась від кореня раніше за інші. Вид або клада є базальною відносно іншої клади, якщо перша має більше плезіоморфних рис, ніж друга. Зазвичай базальна група налічує малу кількість видів порівняно з більш розвинутими групами; наявність в кладограмі базальної групи не є обов'язковою. Наприклад, при спільній кладистичній класифікації птахів та ссавців, жодна з цих груп не є базальною для іншої.